# Apleurotropis
Apleurotropis is een geslacht van vliesvleugeligen uit de familie Eulophidae. De wetenschappelijke naam van dit geslacht is voor het eerst geldig gepubliceerd in 1913 door Girault.

## Soorten
Het geslacht Apleurotropis omvat de volgende soorten:
- Apleurotropis aeneoscutellum (Girault, 1915)
- Apleurotropis albicaulis Hansson, 2010
- Apleurotropis albipes (Girault, 1913)
- Apleurotropis albiscapus Hansson, 2010
- Apleurotropis anemia Hansson, 2010
- Apleurotropis ankaratrae (Risbec, 1952)
- Apleurotropis assis Hansson, 2010
- Apleurotropis clariviridis (Girault, 1915)
- Apleurotropis dorothea Girault, 1935
- Apleurotropis ficaria Hansson, 2010
- Apleurotropis grotiusi (Girault, 1913)
- Apleurotropis kumatai (Kamijo, 1977)
- Apleurotropis lacteicoxa (Girault, 1915)
- Apleurotropis lalori Girault, 1938
- Apleurotropis lamellata (Kerrich, 1969)
- Apleurotropis mini (Girault, 1937)
- Apleurotropis okumae Kamijo, 1990
- Apleurotropis sasae (Kamijo, 1977)
- Apleurotropis seditiosa (Girault, 1913)
- Apleurotropis sivadasani Surekha & Narendran, 1992
- Apleurotropis spenceri (Girault, 1913)
- Apleurotropis strix Hansson, 2010
- Apleurotropis thaelmanni Girault, 1934
- Apleurotropis unnotipennis (Girault, 1915)
- Apleurotropis varicoxa (Girault, 1915)
- Apleurotropis viridis Girault, 1913
- Apleurotropis viswanathani Surekha & Narendran, 1992